# Aeroportul Regional Tri-Cities
Aeroportul Regional Tri-Cities (IATA: TRI, ICAO: KTRI, FAA LID: TRI) este un aeroport din Tennessee, Statele Unite ale Americii ce deservește zona Tri-Cities⁠(d). Aeroportul a fost tranzitat în 2019 de 441.654 de pasageri. A fost deschis în 1937.
Situat la o altitudine de 463 m, aeroportul dispune de 2 piste.

## Infrastructură

### Piste
Aeroportul dispune de 2 piste. Pista 05/23 are suprafața de asfalt și dimensiunile 8.000 picioare × 150 picioare. Pista 09/27 are suprafața de asfalt și dimensiunile 4.442 picioare × 150 picioare. 